# Gonzalo Pineda
Gonzalo Pineda Reyes (Mexikóváros, 1982. október 19. –) mexikói válogatott labdarúgó, edző. 2025 óta az Atlas vezetőedzője.

## Pályafutása

### Klubcsapatokban
A mexikói első osztályban 2003. május 17-én lépett először pályára a Club Universidad Nacional (Pumas) színeiben, amikor hazai pályán 0–1-es vereséget szenvedtek a Moreliától. A Pumasszal két bajnoki címet szerzett, majd a Guadalajarához (Chivas) igazolt, ahol ismét bajnok lett.

### A válogatottban
A mexikói válogatottban 21 évesen, 2004 szeptemberében mutatkozott be egy Trinidad és Tobago elleni világbajnoki selejtezőn. Ezután számos további selejtezőn és barátságos mérkőzésen szerepelt, 2005-ben pedig részt vett mind a konföderációs kupán, mind a CONCACAF-aranykupán (egyetlen válogatottbeli gólját is itt szerezte). A 2006-os világbajnokságon is pályára lépett mind a négy mérkőzésen, majd pályára lépett a 2007-es Copa Américán is.

#### Mérkőzései a válogatottban
| Mexikó | Mexikó              | Mexikó                                               | Mexikó                  | Mexikó   | Mexikó               | Mexikó                          | Mexikó | Mexikó  |
| #      | Dátum               | Helyszín                                             | Hazai                   | Eredmény | Vendég               | Kiírás                          | Gólok  | Esemény |
| ------ | ------------------- | ---------------------------------------------------- | ----------------------- | -------- | -------------------- | ------------------------------- | ------ | ------- |
| 1.     | 2004. szeptember 8. | Port of Spain, Hasely Crawford Stadion               | Trinidad és Tobago      | 1 – 3    | Mexikó               | vb-selejtező                    | 0      | 74'     |
| 2.     | 2004. október 13.   | Puebla, Estadio Cuauhtémoc                           | Mexikó                  | 3 – 0    | Trinidad és Tobago   | vb-selejtező                    | 0      | 83'     |
| 3.     | 2004. október 27.   | East Rutherford, Giants Stadium                      | Mexikó                  | 2 – 1    | Ecuador              | barátságos                      | 0      | 68'     |
| 4.     | 2004. november 10.  | San Antonio, Alamodome                               | Mexikó                  | 2 – 0    | Guatemala            | barátságos                      | 0      |         |
| 5.     | 2004. november 13.  | Miami, Orange Bowl                                   | Saint Kitts és Nevis    | 0 – 5    | Mexikó               | vb-selejtező                    | 0      |         |
| 6.     | 2004. november 17.  | Monterrey, Estadio Tecnológico                       | Mexikó                  | 8 – 0    | Saint Kitts és Nevis | vb-selejtező                    | 0      |         |
| 7.     | 2005. január 26.    | San Diego, Petco Park                                | Mexikó                  | 0 – 0    | Svédország           | barátságos                      | 0      | 73'     |
| 8.     | 2005. február 9.    | San Juan de Tibás, Estadio Ricardo Saprissa Aymá     | Costa Rica              | 1 – 2    | Mexikó               | vb-selejtező                    | 0      | 85'     |
| 9.     | 2005. február 23.   | Culiacán Rosales, Estadio Carlos González y González | Mexikó                  | 1 – 1    | Kolumbia             | barátságos                      | 0      | 46'     |
| 10.    | 2005. március 30.   | Panamaváros, Estadio Rommel Fernández                | Panama                  | 1 – 1    | Mexikó               | vb-selejtező                    | 0      | 56' 78' |
| 11.    | 2005. április 27.   | Chicago, Soldier Field (USA)                         | Mexikó                  | 1 – 1    | Lengyelország        | barátságos                      | 0      |         |
| 12.    | 2005. június 4.     | Guatemalaváros, Estadio Mateo Flores                 | Guatemala               | 0 – 2    | Mexikó               | vb-selejtező                    | 0      | 68'     |
| 13.    | 2005. június 16.    | Hannover, AWD-Arena                                  | Japán                   | 1 – 2    | Mexikó               | konföderációs kupa, csoportkör  | 0      | 46'     |
| 14.    | 2005. június 19.    | Hannover, AWD-Arena                                  | Mexikó                  | 1 – 0    | Brazília             | konföderációs kupa, csoportkör  | 0      | 51' 69' |
| 15.    | 2005. június 22.    | Frankfurt am Main, Commerzbank-Arena                 | Görögország             | 0 – 0    | Mexikó               | konföderációs kupa, csoportkör  | 0      |         |
| 16.    | 2005. június 26.    | Hannover, AWD-Arena                                  | Mexikó                  | 1 – 1    | Argentína            | konföderációs kupa, elődöntő    | 0      | 49'     |
| 17.    | 2005. június 29.    | Lipcse, Zentralstadion                               | Németország             | 4 – 3    | Mexikó               | konföderációs kupa, 3. helyért  | 0      |         |
| 18.    | 2005. július 8.     | Carson, The Home Depot Center                        | Dél-afrikai Köztársaság | 2 – 1    | Mexikó               | CONCACAF-aranykupa, csoportkör  | 0      |         |
| 19.    | 2005. július 13.    | Houston, Reliant Stadium                             | Mexikó                  | 1 – 0    | Jamaica              | CONCACAF-aranykupa, csoportkör  | 0      |         |
| 20.    | 2005. július 17.    | Houston, Reliant Stadium                             | Mexikó                  | 1 – 2    | Kolumbia             | CONCACAF-aranykupa, negyeddöntő | 1      | 64'     |
| 21.    | 2005. augusztus 17. | Mexikóváros, Estadio Azteca                          | Mexikó                  | 2 – 0    | Costa Rica           | vb-selejtező                    | 0      | 60'     |
| 22.    | 2005. szeptember 7. | Mexikóváros, Estadio Azteca                          | Mexikó                  | 5 – 0    | Panama               | vb-selejtező                    | 0      |         |
| 23.    | 2005. október 8.    | San Luis Potosí, Estadio Alfonso Lastras             | Mexikó                  | 5 – 2    | Guatemala            | vb-selejtező                    | 0      | 64'     |
| 24.    | 2005. október 26.   | Guadalajara, Estadio Jalisco                         | Mexikó                  | 3 – 1    | Uruguay              | barátságos                      | 0      | 46'     |
| 25.    | 2006. március 1.    | Frisco, Pizza Hut Park                               | Mexikó                  | 1 – 0    | Ghána                | barátságos                      | 0      | 46'     |
| 26.    | 2006. március 29.   | Chicago, Soldier Field                               | Mexikó                  | 2 – 1    | Paraguay             | barátságos                      | 0      | 46'     |
| 27.    | 2006. május 5.      | Pasadena, Rose Bowl                                  | Mexikó                  | 1 – 0    | Venezuela            | barátságos                      | 0      | 46'     |
| 28.    | 2006. május 12.     | Mexikóváros, Estadio Azteca                          | Mexikó                  | 2 – 1    | Kongói DK            | barátságos                      | 0      |         |
| 29.    | 2006. május 27.     | Saint-Denis, Stade de France                         | Franciaország           | 1 – 0    | Mexikó               | barátságos                      | 0      | 46'     |
| 30.    | 2006. június 1.     | Eindhoven, Philips Stadion                           | Hollandia               | 2 – 1    | Mexikó               | barátságos                      | 0      | 65'     |
| 31.    | 2006. június 11.    | Nürnberg, Frankenstadion                             | Mexikó                  | 3 – 1    | Irán                 | vb-csoportkör                   | 0      |         |
| 32.    | 2006. június 16.    | Hannover, FIFA-vb-stadion                            | Mexikó                  | 0 – 0    | Angola               | vb-csoportkör                   | 0      | 59' 78' |
| 33.    | 2006. június 21.    | Gelsenkirchen, Veltins-Arena (GER)                   | Portugália              | 2 – 1    | Mexikó               | vb-csoportkör                   | 0      | 69'     |
| 34.    | 2006. június 24.    | Lipcse, Zentralstadion                               | Argentína               | 2 – 1    | Mexikó               | vb-nyolcaddöntő                 | 0      | 66'     |
| 35.    | 2007. február 7.    | Glendale, University of Phoenix Stadium              | Egyesült Államok        | 2 – 0    | Mexikó               | barátságos                      | 0      |         |
| 36.    | 2007. március 25.   | San Nicolás de los Garza, Estadio Universitario      | Mexikó                  | 2 – 1    | Paraguay             | barátságos                      | 0      |         |
| 37.    | 2007. március 28.   | Oakland, McAfee Coliseum                             | Mexikó                  | 4 – 2    | Ecuador              | barátságos                      | 0      | 71'     |
| 38.    | 2007. július 1.     | Maturín, Estadio Monumental de Maturín               | Mexikó                  | 2 – 1    | Ecuador              | Copa América, csoportkör        | 0      | 82'     |
| 39.    | 2007. július 4.     | Puerto la Cruz, Estadio José Antonio Anzoátegui      | Mexikó                  | 0 – 0    | Chile                | Copa América, csoportkör        | 0      | 76' 80' |
| 40.    | 2007. július 11.    | Puerto Ordaz, Estadio Cachamay                       | Mexikó                  | 0 – 3    | Argentína            | Copa América, elődöntő          | 0      | 82'     |
| 41.    | 2007. október 14.   | Ciudad Juárez, Estadio Olímpico Benito Juárez        | Mexikó                  | 2 – 2    | Nigéria              | barátságos                      | 0      | 79'     |
| 42.    | 2007. október 17.   | Los Angeles, Memorial Coliseum                       | Mexikó                  | 2 – 3    | Guatemala            | barátságos                      | 0      | 60' 60′ |
| 43.    | 2008. június 4.     | San Diego, Qualcomm Stadium                          | Mexikó                  | 1 – 4    | Argentína            | barátságos                      | 0      | 73'     |
| 44.    | 2008. június 15.    | Houston, Reliant Stadium                             | Belize                  | 0 – 2    | Mexikó               | vb-selejtező                    | 0      | 46'     |
| 45.    | 2008. június 21.    | San Nicolás de los Garza, Estadio Universitario      | Mexikó                  | 7 – 0    | Belize               | vb-selejtező                    | 0      | 65'     |
|        | Összesen            |                                                      |                         | 45       | mérkőzés             |                                 | 1      | gól     |